# Пам'ятки Ужгорода

## Пам'ятки архітектури
Національного значення
| № п/п | Найменування пам'ятки                          | Датування       | Місцезнаходження     | Охоронний номер та номер у комплексі |
| ----- | ---------------------------------------------- | --------------- | -------------------- | ------------------------------------ |
| 1     | Замок-фортеця (мур.)                           | 10 - 16 ст.     | вул.Капітульна, 33   | 163 / 0                              |
| 2     | Хрестовоздвиженський кафедральний собор (мур.) | 1646 - 1848 рр. | вул.Капітульна, 11   | 164 / 0                              |
| 3     | Резиденція єпископа (мур.)                     | 1646 р.         | вул.Капітульна, 9    | 165 / 0                              |
| 4     | Будинок правління Ужанського комітату (мур.)   | 1809 р.         | пл.Жупанатська, 3    | 166 / 0                              |
| 5     | Шпихлір і винний погріб (мур.)                 | 1781 р.         | вул.Ракоці, 2        | 1107 / 0                             |
| 6     | Садибний будинок у Радванці (мур.)             | к.16 ст.        | вул.Дієндеші, 8      | 167 / 0                              |
| 7     | Шелестівська Михайлівська церква (дер.)        | 1777 р.         | вул.Капітульна, 33 а | 172 / 0                              |
| 8     | Горянська церква Св.Миколи (мур.)              | 12 - 14 ст.     | пров.Музейний        | 190 / 0                              |

Місцевого значення
| № п/п | Найменування пам’ятки                    | Датування     | Адреса | Охоронний номер | Охоронний номер | № і дата рішення або розпорядження про прийняття на державний облік |
| № п/п | Найменування пам’ятки                    | Датування     | Адреса | новий           | старий          | № і дата рішення або розпорядження про прийняття на державний облік |
| ----- | ---------------------------------------- | ------------- | --- | --------------- | --------------- | ------------------------------------------------------------------- |
| 1     | Особняк (мур.)                           | 1920 р.       | вул. Берчені, 45                                                                                             | 090001          | 51-М            | Рішення ОВК від 18.06.1985 р. № 156                                 |
| 2     | Будинок СШ № 4                           | 1880 р.       | вул. Жупанатська, 10                                                                                         | 090002          | 5-М             | Рішення ОВК від 05.02.1980 № 35                                     |
| 3     | Комплекс Замкової гори                   | 16-19 ст.     | В межах вул. Корзо,вул. Підграцька, пл. Корятовича, Ботанічна набережна                                      | 090003          | 1-М             | Рішення ОВК від 05.02.1980 № 35                                     |
| 4     | Готель “Київ” (мур.)                     | п. 20 ст.     | пл. Корятовича, 1                                                                                            | 090004          | 55-М            | Рішення ОВК від 18.06.1985 р. № 156                                 |
| 5     | Адмінбудинок (мур.)                      | 1932-1936 рр. | пл. Народна, 4                                                                                               | 090006          | 57-М            | Рішення ОВК від 16.01.1970 р. № 12                                  |
| 6     | Будинок СШ № 1                           | 1912 р.       | наб. Незалежності, 4                                                                                         | 090007          | 3-М             | Рішення ОВК від 05.02.1980 № 35                                     |
| 7     | Комплекс історичної забудови             | 16-19 ст.     | Пл. Народна, наб. Незалежності, вул. Довженка, вул. Свердлова, вул. Ракоці, вул. Менделеєва, вул. Ломоносова | 090008          | 2-М             | Рішення ОВК № 35 від 05.02.1980 р.                                  |
| 8     | Будинок СШ № 9                           | 1885 р.       | пл. Ш.Петефі, 15                                                                                             | 090009          | 6-М             | Рішення ОВК № 35 від 05.02.1980 р.                                  |
| 9     | Руська церква (мур.)                     | 1930 р.       | Православна набережна, 23                                                                                    | 090010          | 52-М            | Рішення ОВК № 156 від 18.06.1985 р.                                 |
| 10    | Окремий будинок СШ № 10 (мур.)           | 1928 р.       | Православна набережна, 24                                                                                    | 090011          | 7-М             | Рішення ОВК № 35 від 05.02.1980 р.                                  |
| 11    | Будинок банку (мур.)                     | 1934-1936 рр. | пл. Пушкіна, 1                                                                                               | 090012          | 54-М            | Рішення ОВК № 156 від 18.06.1985 р.                                 |
| 12    | Готель “Верховина” (мур.)                | п. 20 ст.     | пл. Театральна, 5                                                                                            | 090013          | 56-М            | Рішення ОВК № 156 від 18.06.1985 р.                                 |
| 13    | Синагога (мур.)                          | 1911 р.       | пл. Театральна, 10                                                                                           | 090014          | 50-М            | Рішення ОВК № 156 від 18.06.1985 р.                                 |
| 14    | Будинок хімічного факультету УжНУ (мур.) | 1896 р.       | вул. О.Фединця, 53                                                                                           | 090015          | 53-М            | Рішення ОВК № 156 від 18.06.1985 р.                                 |
|       |                                          |               | |                 |                 |                                                                     |

## Пам'ятки історії
| № п/п | Назва пам'ятки | Місце знаходження                                  | Рік           | Автор                        | Матеріал, з якого виготовлено    | Охорон-ний № | № і дата рішення про взяття на облік       |
| ----- | --- | -------------------------------------------------- | ------------- | ---------------------------- | -------------------------------- | ------------ | ------------------------------------------ |
| 1     | Меморіальний комплекс «Пагорб Слави» — військове кладовище(228) Тут продовжується поховання відомих людей області. | Вул. Героїв                                        | 1945 р.       | Юсов С.,Сикорський В. О.     | Граніт, мармур, андезит, бетон   | 116          |                                            |
| 2     | Могила Героя Радянського Союзу Анкудінова І. А.                                                                    | Вул. Героїв                                        | 1945 р.       |                              | Бетон, мармур                    | 117          | Рішення ОВК № 12 від 06.01.1970 р.         |
| 3     | Могила діяча робітничого руху на Закарпатті Туряниці І. І.                                                         | Вул. Героїв                                        | 1957 р.       |                              | Бетон, мармур, андезит           | 118          | Рішення ОВК № 12 від 06.01.1970 р.         |
| 4     | Могила керівника робітничого руху на Закарпатті Ваша І. М.                                                         | Вул. Героїв                                        | 1967 р.       |                              | Бетон, мармур                    | 119          | Рішення ОВК № 12 від 06.01.1970 р.         |
| 5     | Могила Героя Радянського Союзу Власова М. М.                                                                       | Вул. Героїв                                        | 1976 р.       |                              | Бетон, андезит                   | 536          | Рішення ОВК № 139 від 21.05.1985 р.        |
| 6     | Могила Героя Радянського Союзу Микольчука М. Л.                                                                    | Вул. Героїв                                        | 1976 р.       |                              | Бетон, андезит                   | 628          | Рішення ОВК № 139 від 21.05.1985 р.        |
| 7     | Могила І.Долгоша — Закарпатського письменника і громадського діяча                                                 | Вул. Доманинська                                   |               |                              |                                  |              |                                            |
| 8     | Місце страти шести підпільників Великоберезнянщини                                                                 | Вул. Добрянського                                  | 1992 р.       |                              | Андезит                          | 753          | Рішення ОВК № 43 від 22.03.1989 р.         |
| 9     | Місце поховання К. Матезонського — композитора, музиканта                                                          | Вул. Капітульна, 33а (музей архітектури та побуту) | 1988 р.       |                              | Бетон                            | 894          | Розпорядження ДАЗО № 452 від 11.10.1993 р. |
| 10    | Могила О.Фединця — видатного Закарпатського лікаря-хірурга                                                         | Вул. Тиха                                          | 1993 р.       |                              | Граніт, мармур                   | 229          | Розпорядження ДАЗО № 452 від 11.10.1993 р. |
| 11    | Могила П.Милославського — громадського культурного діяча, композитора та дерегента                                 | Вул. Тиха                                          | 1993 р.       |                              | Бетон                            | 294          | Розпорядження ДАЗО № 452 від 11.10.1993 р. |
| 12    | Могила І.Контратовича — громадського та культурного діяча                                                          | Вул. Тиха                                          | 1993 р.       |                              | Бетон                            | 340          | Розпорядження ДАЗО № 452 від 11.10.1993 р. |
| 13    | Могила П.Цибульського — закарпатського українського письменника                                                    | Вул. Тиха                                          | 1993 р.       |                              | Бетон, мармурова крихта          | 296          | Розпорядження ДАЗО № 452 від 11.10.1993 р. |
| 14    | Могила братів Ю. та А. Бращайків — засновників товариства «Просвіта»                                               | Вул. Тиха                                          | 1993 р.       |                              | Бетон, андезит                   | 408          | Розпорядження ДАЗО № 452 від 11.10.1993 р. |
| 15    | Могила Е.Грабовського — закарпатського українського художника                                                      | Вул. Тиха                                          |               |                              | Земляний насип, бетон            | 26           | Розпорядження ЗОДА № 65 від 22.02.2000 р.  |
| 16    | Могила Я.Петридеса — закарпатського скульптора                                                                     | Вул. Тиха                                          | 1993 р.       |                              | Бетон, мармур                    | 216          | Розпорядження ЗОДА № 65 від 22.02.2000 р.  |
| 17    | Могила І.Лаудона — закарпатського угорського вченого-ботаніка, педагога                                            | Вул. Тиха                                          | 1993 р.       |                              | Бетон, метал                     | 235          | Розпорядження ДАЗО № 452 від 11.10.1993 р. |
| 18    | Могила Д.Іяса — закарпатського угорського художника                                                                | Вул. Тиха                                          | 1993 р.       |                              | Бетон, мармур                    | 400          | Розпорядження ДАЗО № 452 від 11.10.1993 р. |
| 19    | Могила закарпатського російського письменника Тевельова М. Г.                                                      | Вул. Тиха                                          | 1970 р.       |                              | Бетон, андезит                   | 138          | Рішення ОВК № 192 від 06.07.1976 р.        |
| 20    | Могила Героя соціалістичної праці Гудак Ю. І.                                                                      | Вул. Тиха                                          | 1970 р.       |                              | Бетон, андезит                   | 139          | Рішення ОВК № 12 від 16.01.1970 р.         |
| 21    | Могила учасника робітничого руху на Закарпатті Климпотюка М. В.                                                    | Вул. Тиха                                          | 1973 р.       |                              | Бетон                            | 535          | Рішення ОВК № 139 від 21.05.1985 р.        |
| 22    | Могила учасника робітничого руху на Закарпатті Ротмана М. Е.                                                       | Вул. Тиха                                          | 1985 р.       |                              | Бетон, андезит                   | 693          | Рішення ОВК № 139 від 21.05.1985 р.        |
| 23    | Могила закарпатського українського письменника Томчанія М. І.                                                      | Вул. Тиха                                          | 1978 р.       |                              | Мармур, мармурова плитка         | 542          | Рішення ОВК № 43 від 22.03.1989 р.         |
| 24    | Могила М. І. Фінцицького — закарпатського фольклориста та перекладача                                              | Вул. Тиха                                          | 1987 р.       |                              | Бетон                            | 749          | Рішення ОВК № 43 від 22.03.1989 р.         |
| 25    | Могила В. І. Свиди — закарпатського скульптора, народного художника УРСР.                                          | Вул. Тиха                                          | 1989 р.       |                              | Земляний насип                   | 795          | Розпорядження ДАЗО № 452 від 11.10.1993 р. |
| 26    | Могила П. П. Сови — закарпатського карєзнавця та публіциста                                                        | Вул. Тиха                                          | 1986 р.       |                              | Мармур, мармурова крихта         | 745          | Рішення ОВК № 43 від 22.03.1989 р.         |
| 27    | Могила народного художника СССР Бокшая Й. Й.                                                                       | Вул. Тиха                                          | 1976 р.       |                              | Залізобетон                      | 538          | Рішення ОВК № 43 від 22.03.1989 р.         |
| 28    | Могила закарпатського культурного діяча П. В. Лінтура                                                              | Вул. Тиха                                          | 1990 р.       |                              | Мармур                           | 675          | Рішення ОВК № 139 від 21.05.1985 р.        |
| 29    | Могила заслужених артистів УРСР Ігатовича Г. Г. та Пільцер М. Л.                                                   | Вул. Тиха                                          | 1981 р.       |                              | Андезит, бетон                   | 626          | Рішення ОВК № 139 від 21.05.1985 р.        |
| 30    | Могила закарпатського українського письменника Панько С. І.                                                        | Вул. Тиха                                          | 1979 р.       |                              | Андезит, бетон, мармурова крихта | 543          | Рішення ОВК № 139 від 21.05.1985 р.        |
| 31    | Могила закарпатського українського поета Гойди Ю. А.                                                               | Вул. Тиха                                          | 1959 р.       | Грапко І. І.                 | Бетон, андезит                   | 137          | Рішення ОВК № 191 від 06.07.1976 р.        |
| 32    | Могила закарпатського художника А.Ерделі                                                                           | Вул. Тиха                                          | 1957 р.       | Лозовий К. М., Попович М. О. | Граніт                           | 537          | Рішення ОВК № 191 від 06.07.1976 р         |
| 33    | Могила Забора Д. Б. — композитора, заслуженого діяча мистецтв                                                      | Вул. Тиха                                          | 1985 р.       |                              | Бетон, андезит, мармурова крихта | 692          | Рішення ОВК № 43 від 22.03.1989 р.         |
| 34    | Могила Потушняка Ф. М. — закарпатського українського письменника, етнографа та педагога                            | Вул. Тиха                                          | 1960 р.       | Гарапко І. І.                | Бетон                            | 136          | Рішення ОВК № 191 від 06.07.1976 р.        |
| 35    | Могила народного художника УРСР Манайла Ф. Ф.                                                                      | Вул. Тиха                                          | 1980 р.       |                              | Залізобетон                      | 539          | Рішення ОВК № 139 від 21.05.1985 р.        |
| 36    | Могила заслуженого діяча мистецтв Глюка Г. М.                                                                      | Вул. Тиха                                          | 1985 р.       | Белень М. О.                 | Мармур, бронза                   | 676          | Рішення ОВК № 139 від 21.05.1985 р.        |
| 37    | Могила Кашая А. М. — народного художника УРСР                                                                      | Вул. Тиха                                          |               |                              | Земляний насип                   | 41           | Розпорядження ДАЗО № 452 від 11.10.1993 р. |
| 38    | Могила А. А. Коцки — народного художника УРСР                                                                      | Вул. Тиха                                          | 1987 р.       | Михайлюк М. М.               | Бронза, граніт                   | 752          | Рішення ОВК № 43 від 22.03.1989 р          |
| 39    | Могила Шолтеса С. В. — заслуженого художника УРСР                                                                  | Вул. Тиха                                          | 1991 р.       |                              | Земляний насип, бетон            | 902          | РозпорядженняДАЗО № 452 від 11.10.1993 р.  |
| 40    | Млогила закарпатського українського Ю. В. Боршош-Кумѕятського                                                      | Вул. Тиха                                          | 1979 р.       |                              | Андезит                          | 627          | Рішення ОВК № 139 від 21.05.1985 р.        |
| 41    | Могила П. І. Варги — учасника робітничого руху на Закарпатті                                                       | Вул. Тиха                                          | 1982 р.       |                              | Андезит, мармур                  | 541          | Рішення ОВК № 139 від 21.05.1985 р.        |
| 42    | Могила Лучкая М. М. — закарпатського мовознавця, історика, автора першої друкованої граматики на Закарпатті        | Вул. Цегольнянська                                 | 1970 р.       |                              | Цегла, мармур                    | 120          | Рішення ОВК № 12 від 16.01.1970 р.         |
| 43    | Могила І. Мартона — закарпатського композитора, педагога                                                           | Вул. Тиха                                          |               |                              |                                  |              | Розпорядження ЗОДА № 65 від 22.02.2000 р.  |
| 44    | Могила Карпатських січовиків                                                                                       | Вул. Капушанська (кладовище)                       | 1939 р.       |                              |                                  |              |                                            |
| 45    | Мем.дошка на честь лікаря Е.Новака — засновника Ужгородської лікарні                                               | Буд.обл.лікарні                                    |               |                              |                                  |              | Розпорядження ЗОДА № 65 від 22.02.2000 р.  |
| 46    | Пам'ятник жертвам І світової війни                                                                                 | вул. Стефаника, Радванське кладовище               | 1914-1918 рр. |                              |                                  |              | Розпорядження ППУ від 11.10.1993 р. № 452  |

## Пам'ятки монументального мистецтва
| № п/п | Назвапам’ятника                                                         | Рік ство-рення | Архітектор, скульптор                                             | Матеріал, з якого зроблено пам’ятник  | Адреса пам’ятки       | Охорон-ний № | № і дата рішення про взяття пам’ятника під охорону |
| ----- | ----------------------------------------------------------------------- | -------------- | ----------------------------------------------------------------- | ------------------------------------- | --------------------- | ------------ | -------------------------------------------------- |
| 1     | Пам’ятник закарпатським українським художникам Й.Бокшаю та А.Ерделі     | 1993 р.        | ск. Олейник М.                                                    | бронза                                | пл. Жупанатська       | 355          | Рішення ЗОДА№65 від 22.02.2000 р.                  |
| 2     | Пам’ятник угорському поету Ш.Петефі                                     | 1990 р.        | ск. Ференці Бені                                                  | бронза                                | пл. Петефі            | 900          | Розпорядження ДАЗО №452 від 11.10.1990 р.          |
| 3     | Погруддя російському поету О.С.Пушкіну                                  | 1979 р.        | ск. Попович М.О.Лозовий К.М.Санич М.М.арх. Лезу В.І.              | залізобетон, мармур, андезитова плита | пл. Пушкіна           | 574          | Рішення ОВК №139 від 21.05.1985 р.                 |
| 4     | Пам’ятник Е.Фенцику – Закарпатському письменнику І просвіти             | 1926 р.        | ск. Олена Мондич-Шіналі                                           | мармур, вапняк                        | пл. Фенцика           | 386          | Рішення ОВК №139 від 21.05.1985 р.                 |
| 5     | Пам’ятник угорському поету та педагогу Габору Дойко                     | 1994 р.        | Е.Самовольський                                                   | мармур, бетон                         | вул.Фединця           | 264          | Рішення ЗОДА №65 від 22.02.2000 р.                 |
| 6     | Пам’ятник воїнам-інтернаціоналістам                                     | 1995 р.        | ск. В.Олашин                                                      | метал, андезит, мармурова крихта      | Православна набережна | 441          | Розпорядження ЗОДА №65 від 22.02.2000 р.           |
| 7     | Пам’ятник загиблим працівникам органів внутрішніх справ                 |                |                                                                   |                                       | Православна набережна |              | Розпорядження ЗОДА №65 від 22.02.2000 р.           |
| 8     | Пам’ятник жертвам І світової війни                                      | 1991 р.        |                                                                   | андезит                               | вул. Туряниці, 5      | 866          | Розпорядження ДАЗО №458 від 11.10.1993 р.          |
| 9     | Пам’ятник Т.Г.Шевченку                                                  |                | ск. М.Михайлюк                                                    | андезит, бронза                       | пл. Народна           |              | Розпорядження ЗОДА №65 від 22.02.2000 р.           |
| 10    | Пам’ятник радянським воїнам “Україна - визволителям”                    | 1970 р.        | ск. Зноба І. С., Зноба В. І., арх. Сницарев А. А., Стукалов О. К. | андезит, бронза                       | вул. Собра-нецька     | 121          | Рішення ОВК №191від 06.07.1976 р.                  |
| 11    | Пам’ятник О.Духновичу                                                   | 1999 р.        | ск. М.Белень                                                      | бронза                                | Православна набережна |              | Розпорядження ЗОДА №65 від 22.02.2000 р.           |
| 12    | Пам’ятник Т.Масарику                                                    | 1992 р.        |                                                                   |                                       |                       |              |                                                    |
| 13    | Пам’ятник А.Волошину                                                    | 2004 р.        | ск. М. Михайлюк                                                   |                                       |                       |              |                                                    |
| 14    | Пам’ятник ліквідаторам аварії на Чорнобильській АЕС                     | 2004 р.        | ск. В. Олашин (молодший)                                          |                                       |                       |              |                                                    |
| 15    | Пам’ятник закарпатським воїнам-добровольцям учасникам ІІ світової війни | 2000 р.        | ск. Б.Кузьма, В. Бровді                                           |                                       | пл. Кирила та Мефодія |              |                                                    |
| 16    | Пам’ятник Соборності України                                            | 2004 р.        |                                                                   |                                       |                       |              |                                                    |
|       |                                                                         |                |                                                                   |                                       |                       |              |                                                    |